# Carcavelos
Carcavelos est une paroisse civile (en portugais : freguesia) du Portugal, rattachée à la municipalité de Cascais.
La plage de Carcavelos (pt) est un spot de surf qui a accueilli une session des World Qualifying Séries en 2008.
Le Carcavelos est également le nom du vin doux naturel produit dans la région.